# Siggeforasjön
Siggeforasjön är en sjö i Uppsala kommun i Uppland och ingår i Norrströms huvudavrinningsområde. Sjön är 11 meter djup, har en yta på 0,701 kvadratkilometer och befinner sig 74 meter över havet. Sjön avvattnas av vattendraget Jumkilsån. Vid provfiske har bland annat abborre, braxen, gers och gädda fångats i sjön.

## Delavrinningsområde
Siggeforasjön ingår i det delavrinningsområde (665164-157409) som SMHI kallar för Utloppet av Siggeforasjön. Medelhöjden är 91 meter över havet och ytan är 21,53 kvadratkilometer. Det finns inga avrinningsområden uppströms utan avrinningsområdet är högsta punkten. Jumkilsån som avvattnar avrinningsområdet har biflödesordning 3, vilket innebär att vattnet flödar genom totalt 3 vattendrag innan det når havet efter 127 kilometer. Avrinningsområdet består mestadels av skog (82 procent). Avrinningsområdet har 1,64 kvadratkilometer vattenytor vilket ger det en sjöprocent på 7,6 procent.

## Fisk
Vid provfiske har följande fisk fångats i sjön:
- Abborre
- Braxen
- Gärs
- Gädda
- Löja
- Mört
- Sarv